# Together Through Life
Together Through Life – 33. album studyjny Boba Dylana nagrany w 2008 r. i wydany w kwietniu 2009 r.

## Historia i charakter albumu
Nowy album Dylana został zapowiedziany przez magazyn Rolling Stone. Było to niespodzianką, ponieważ nie było żadnych przecieków informacji, że artysta nagrywa nową płytę. Podtytuł artykułu charakteryzował rodzaj muzyki: Ciemny nowy dysk z bluesowym odczuciem pogranicznego miasta (...).
Album powstał na skutek korespondencji Dylana z francuskim reżyserem Olivierem Dahanem (autorem biograficznego filmu Niczego nie żałuję – Edith Piaf poświęconego Édith Piaf). Poprosił on Dylana o napisanie piosenek do jego nowego filmu Piosenka o miłości. Pierwszym skomponowanym utworem była piosenka "Life Is Hard" i wokół niej powstały kolejne kompozycje do albumu.
Album w pewien sposób nawiązuje do poprzedniej płyty Modern Times z 2006 r. Ma jednak zdecydowanie mniej nostalgiczny charakter. Wyraźne są wpływy bluesa chicagowskiego (zwłaszcza utwór "My Wife’s Home Town"), jednak są one zmieszane z wpływami muzyki Nowego Orleanu, Teksasu oraz pogranicza z Meksykiem. Tematami albumu są miłość i trudne czasy.
Atmosfera muzyki granej w przygranicznych barach osiągana jest przez użycie akordeonu i mandoliny. Akordeon pojawia się – bardziej lub mniej słyszalny – w każdym utworze. Duża rola przypadła gitarom, co zapewne związane jest właśnie z bluesowym charakterem albumu.
Album ten w wersji cyfrowej ukazał się w dwu wersjach: normalnej (1 CD) i luksusowej (2 CD, DVD oraz dwa plakaty).
Na DVD utrwalony jest odnaleziony wywiad z pierwszym menedżerem Dylana – Royem Silverem.

## Spis utworów
Pierwszy CD
| 1.  | "Beyond Here Lies Nothin'"  | 3:50  |
|     |                             |       |
| 2.  | "Life Is Hard"              | 3:39  |
|     |                             |       |
| 3.  | "My Wife’s Home Town"       | 4:15  |
|     |                             |       |
| 4.  | "If You Ever Go to Houston" | 5:48  |
|     |                             |       |
| 5.  | "Forgetful Heart"           | 3:42  |
|     |                             |       |
| 6.  | "Jolene"                    | 3:50  |
|     |                             |       |
| 7.  | "This Dream of You"         | 5:54  |
|     |                             |       |
| 8.  | "Shake Shake Mama"          | 3:37  |
|     |                             |       |
| 9.  | "I Feel a Change Comin' On" | 5:25  |
|     |                             |       |
| 10. | "It' s All Good"            | 5:27  |
|     |                             |       |
|     |                             | 45:27 |
|     |                             |       |
- Wszystkie utwory skomponowane przez Boba Dylana z wyjątkiem "My Wife’s Home Town" – Bob Dylan i Willie Dixon. Teksty piosenek napisane przez Boba Dylana i Roberta Huntera z wyjątkiem "This Dream of You" – Bob Dylan

Drugi CD
Album prezentuje jeden z programów radiowych Dylana "Theme Time Radio Hour" poświęcony "Przyjaciołom i sąsiadom"
| 1.  | "Howdy Neighbor" – Porter Wagoner & the Wagonmasters                         |  |
|     |                                                                              |  |
| 2.  | "Don't Take Everybody to Be Your Friend" – Sister Rosetta Tharpe             |  |
|     |                                                                              |  |
| 3.  | "Diamonds Are a Girl’s Best Friend" – T Bone Burnett                         |  |
|     |                                                                              |  |
| 4.  | "La valse de amitie" – Doc Guidry                                            |  |
|     |                                                                              |  |
| 5.  | "Make Friends" – Moon Mulligan                                               |  |
|     |                                                                              |  |
| 6.  | "My Next Door Neighbor" – Jerry McCain                                       |  |
|     |                                                                              |  |
| 7.  | "Let's Invite Them Over" – George Jones & Melba Montgomery                   |  |
|     |                                                                              |  |
| 8.  | "My Friends" – Howlin’ Wolf                                                  |  |
|     |                                                                              |  |
| 9.  | "Last Night" – Little Walter                                                 |  |
|     |                                                                              |  |
| 10. | "You've Got a Friend" – Carole King                                          |  |
|     |                                                                              |  |
| 11. | "Bad Neighborhood" – Ronnie & the Delinquents                                |  |
|     |                                                                              |  |
| 12. | "Neighbours" – The Rolling Stones                                            |  |
|     |                                                                              |  |
| 13. | "Too Many Parties and Too Many Pals" – Hank Williams (jako Luke the Drifter) |  |
|     |                                                                              |  |
| 14. | "Why Can’t We Be Friends" – War                                              |  |
|     |                                                                              |  |
DVD
- Roy Silver "The Lost Interview"

## Muzycy
- Bob Dylan – gitara, instrumenty klawiszowe, śpiew
- Mike Campbell[b] – gitara, mandolina
- David Hidalgo[c] – akordeon, gitara
- Donny Herron – gitara stalowa, bandżo, mandolina, trąbka
- Tony Garnier – gitara basowa
- George Recile – perkusja

## Opis płyty
CD 1
- Producent: Jack Frost (czyli Bob Dylan)
- Inżynier nagrywający: David Bianco
- Miksowanie: David Bianco
- Asystenci Davida Bianco: Bill Lane, Rich Tosi
- Inżynierowie Pro Tools: David Spreng, Rafael Serrano
- Mastering – Eddy Schreyer
- Projekt całości wydawnictwa: Coco Shinomiya
- Fotografie:

okładka: Bruce Davidson/Magnum Photos
tylna okładka: Josef Koudelka/Magnum Photos
wewnątrz: Danny Clinch
- Czas nagrania: 45:31
- Firma nagraniowa" Columbia
- Numer katalogowy: 8697-43893-2
- Data wydania: 28 kwietnia 2009

CD 2
- Producent: Eddie Gorodetzky
- Inżynier: Damian Rodriguez
- Inżynier nadzorujący: Rob Macomber
- Poszukiwania [utworów]: Diane Lapson, Bernie Bernstein, Lynne Sheridan, Robert Bower
- Koordynacja produkcji: Debbie Sweeney
- Zapowiedź: Pierre Mancini
- Nagranie: Studio B, the Abernathy Building; A Big Red Tree/Grey Water Park Production
- Czas nagrania: 1:00:16

DVD
- Grey Water Park Production
- Numer katalogowy: CVD-751697

## Listy przebojów

### Album
| Rok  | Lista                           | Pozycja |
| ---- | ------------------------------- | ------- |
| 2009 | Billboard 200 USA.              | 1       |
| 2009 | UK Album Chart Wielka Brytania. | 1       |
| 2009 | OLiS Polska.                    | 48      |